# Бур-де-Тізі
Бур-де-Тізі́ (фр. Bourg-de-Thizy) — колишній муніципалітет у Франції, у регіоні Овернь-Рона-Альпи, департамент Рона. Населення — 2627 осіб (2010).
Муніципалітет розташований на відстані близько 350 км на південний схід від Парижа, 55 км на північний захід від Ліона.

## Історія
До 2015 року муніципалітет перебував у складі регіону Рона-Альпи. Від 1 січня 2016 року належить до нового об'єднаного регіону Овернь-Рона-Альпи.
1-1-2013 Бур-де-Тізі, Тізі, Ла-Шапель-де-Мардор, Мардор i Марнан було об'єднано в новий муніципалітет Тізі-ле-Бург.

## Демографія
Динаміка населення ( ):
Розподіл населення за віком та статтю (2006):
| Стать | Всього | До 15 років | 15-24 | 25-44 | 45-64 | 65-85 | Понад 85 |
| --- | ------ | ----------- | ----- | ----- | ----- | ----- | -------- |
| Чоловіки | 1308   | 240         | 160   | 284   | 340   | 264   | 20       |
| Жінки | 1300   | 248         | 128   | 272   | 296   | 312   | 44       |
| \| Статево-вікова піраміда \| Статево-вікова піраміда \| Статево-вікова піраміда \| \| ----------------------- \| ----------------------- \| ----------------------- \| \| Чоловіки \| Вік \| Жінки \| \| 20 \| 85 + \| 44 \| \| 32 \| 80-84 \| 80 \| \| 56 \| 75-79 \| 64 \| \| 112 \| 70-74 \| 108 \| \| 64 \| 65-69 \| 60 \| \| 68 \| 60-64 \| 52 \| \| 116 \| 55-59 \| 76 \| \| 84 \| 50-54 \| 60 \| \| 72 \| 45-49 \| 108 \| \| 88 \| 40-44 \| 76 \| \| 88 \| 35-39 \| 96 \| \| 68 \| 30-34 \| 56 \| \| 40 \| 25-29 \| 44 \| \| 72 \| 20-24 \| 24 \| \| 88 \| 15-20 \| 104 \| \| 92 \| 10-14 \| 68 \| \| 84 \| 5-9 \| 108 \| \| 64 \| 0-4 \| 72 \| |        |             |       |       |       |       |          |
| Статево-вікова піраміда |        |             |       |       |       |       |          |
| Чоловіки | Вік    | Жінки       |       |       |       |       |          |
| 20 | 85 +   | 44          |       |       |       |       |          |
| 32 | 80-84  | 80          |       |       |       |       |          |
| 56 | 75-79  | 64          |       |       |       |       |          |
| 112 | 70-74  | 108         |       |       |       |       |          |
| 64 | 65-69  | 60          |       |       |       |       |          |
| 68 | 60-64  | 52          |       |       |       |       |          |
| 116 | 55-59  | 76          |       |       |       |       |          |
| 84 | 50-54  | 60          |       |       |       |       |          |
| 72 | 45-49  | 108         |       |       |       |       |          |
| 88 | 40-44  | 76          |       |       |       |       |          |
| 88 | 35-39  | 96          |       |       |       |       |          |
| 68 | 30-34  | 56          |       |       |       |       |          |
| 40 | 25-29  | 44          |       |       |       |       |          |
| 72 | 20-24  | 24          |       |       |       |       |          |
| 88 | 15-20  | 104         |       |       |       |       |          |
| 92 | 10-14  | 68          |       |       |       |       |          |
| 84 | 5-9    | 108         |       |       |       |       |          |
| 64 | 0-4    | 72          |       |       |       |       |          |

## Економіка
2010 року серед 1506 осіб працездатного віку (15—64 років) 1081 була активною, 425 — неактивними (показник активності 71,8%, у 1999 році було 67,5%). З 1081 активної мешканців працювали 934 особи (526 чоловіків та 408 жінок), безробітними було 147 (66 чоловіків та 81 жінка). Серед 425 неактивних 116 осіб було учнями чи студентами, 193 — пенсіонерами, 116 були неактивними з інших причин.

У 2010 році в муніципалітеті числилось 1062 оподатковані домогосподарства, у яких проживали 2569,5 особи, медіана доходів виносила 16 277 євро на одного особоспоживача